# آنطور که بودیم
آنطور که بودیم (به انگلیسی: The Way We Were) فیلمی درام عاشقانه آمریکایی محصول سال ۱۹۷۳ به کارگردانی سیدنی پولاک و با بازی باربارا استرایسند و رابرت ردفورد است. فیلمنامه را آرتور لورنتس براساس رمانی که خود در سال ۱۹۷۲ نوشته بود، اقتباس کرد؛ رمانی که بر پایهٔ دوران دانشگاهی او در دانشگاه کرنل و تجربیاتش در ارتباط با کمیتهٔ فعالیت‌های ضدآمریکایی مجلس نمایندگان نوشته شده بود.
این فیلم در گیشه بسیار موفق بود و نامزد چندین جایزه شد و در نهایت، جایزه اسکار بهترین موسیقی متن اوریجینال و جایزه اسکار بهترین ترانه اوریجینال را برای ترانهٔ اصلی‌اش به نام "The Way We Were" دریافت کرد. این فیلم در فهرست «۱۰۰ سال... ۱۰۰ عشق» مؤسسه فیلم آمریکا در رتبهٔ ششم قرار گرفت و یکی از بزرگ‌ترین فیلم‌های عاشقانهٔ تاریخ سینما به‌شمار می‌آید.
آلبوم موسیقی متن این فیلم به موفقیت رسید و به «طلایی» دست یافت و در فهرست بیلبورد ۲۰۰ در جمع ۲۰ آلبوم برتر قرار گرفت. ترانهٔ اصلی نیز به‌عنوان یک تک‌آهنگ طلایی در صدر جدول بیلبورد هات ۱۰۰ نشست و بیش از دو میلیون نسخه فروخت. «بیلبورد» این ترانه را پرفروش‌ترین ترانهٔ پاپ سال ۱۹۷۴ معرفی کرد. در سال ۱۹۹۸، این ترانه وارد تالار مشاهیر گرمی شد و در سال ۲۰۰۴ در فهرست «۱۰۰ ترانهٔ برتر تاریخ سینمای آمریکا» در جایگاه هشتم قرار گرفت. همچنین در فهرست ترانه‌های قرن از سوی انجمن صنعت ضبط آمریکا و صندوق ملی هنرها نیز گنجانده شد.

## داستان
کیتی موروسکی و هابل گاردینر، دو دانشجوی کالج هستند که در سال ۱۹۳۷ زندگی‌هایی کاملاً متفاوت دارند. کیتی یک مارکسیست یهودی است با باورهای راسخ ضد جنگ، در حالی‌که هابل یک واسپ بی‌خیال است که علاقه‌ای به سیاست ندارد. برخورد آن‌ها باعث تحسین کیتی از چهرهٔ جذاب و نویسندگی خوب هابل می‌شود و در مقابل، هابل نیز شیفتهٔ تعهد بی‌وقفهٔ کیتی به مسائل اجتماعی می‌شود. دوستان متکبر هابل، کیتی و باورهای سیاسی پرشورش را مسخره می‌کنند. آن دو برای مدتی کوتاه در مراسم رقص پایانی دانشگاه می‌رقصند، اما سپس از هم جدا می‌شوند.
سال‌ها بعد، در اواخر جنگ جهانی دوم در نیویورک، دوباره همدیگر را می‌بینند: کیتی چندین شغل هم‌زمان دارد و هابل نیز پس از خدمت نظامی در جنگ جنوب غربی اقیانوس آرام به خانه بازگشته است. این زوج نامحتمل به هم دل می‌بازند. پس از مرگ رئیس‌جمهور فرانکلین روزولت، دوستان هابل شوخی‌های توهین‌آمیزی دربارهٔ او می‌کنند و کیتی از بی‌تفاوتی هابل نسبت به این بی‌احترامی‌ها ناراحت می‌شود. در حالی‌که هابل از صراحت لهجه و نظرات قاطع کیتی خسته شده است، رابطه‌شان را قطع می‌کند؛ اما در نهایت آشتی می‌کنند.
هبِل پیشنهادی برای اقتباس رمانش به یک فیلم‌نامه دریافت می‌کند، اما کیتی نگران است که استعداد او در هالیوود به هدر برود. با وجود تردیدهایش، به مالیبو، کالیفرنیا می‌روند، جایی که قرارداد استودیویی هابل زندگی مرفهی برایشان فراهم می‌کند. اما با رشد فهرست سیاه هالیوود و سایه‌افکنی مک‌کارتیسم بر زندگی‌شان، فعالیت سیاسی کیتی دوباره فعال می‌شود و آیندهٔ شغلی هابل را به خطر می‌اندازد.
کیتی همراه با دیگران، در دفاع از حریم خصوصی و آزادی بیان در برابر دولت موضع‌گیری علنی می‌کند. این رفتار، فشار بر ازدواج‌شان را بیشتر می‌کند و هابل از پافشاری‌های سیاسی کیتی دلسرد می‌شود. با آن‌که کیتی باردار است، هابل با دوست‌دختر سابقش رابطه برقرار می‌کند. کیتی درمی‌یابد که هابل آن کسی نیست که او در ذهنش ساخته بود و او همیشه راه آسان‌تر را انتخاب می‌کند. هابل نیز از نظر احساسی فرسوده شده و نمی‌تواند انتظارات کیتی را برآورده کند. پس از تولد دخترشان که کیتی نامش را ریچل می‌گذارد، آن دو از هم جدا می‌شوند.
سال‌ها بعد، کیتی و هابل به‌طور اتفاقی در برابر هتل پلازا در نیویورک دوباره همدیگر را می‌بینند، جایی که کیتی در تظاهرات «مخالفت با بمب» شرکت دارد. تاکسی‌ای این دیدار را قطع می‌کند، اما در نهایت با وداعی لطیف و تلخ از هم جدا می‌شوند.

## بازیگران
- باربارا استرایسند
- رابرت ردفورد
- برادفورد دیلمن
- لویس چیلیز
- پاتریک اونیل
- ویوسا لیندفورش
- هرب ادلمن
- سالی کرکلند
- جیمز وودز
- سوزان بلکلی
- موری همیلتون
- دان سیمور
- دان کیفر
- جرج گینز
- ماروین هملیش
- روی جنسن

## تولید
در سال ۱۹۳۷، زمانی‌که آرتور لورنتس دانشجوی کارشناسی در دانشگاه کرنل بود، با کنشگری سیاسی از سوی یکی از دانشجویان آشنا شد؛ دختری که بعدها الگوی شخصیت کیتی موروسکی شد؛ عضوی از اتحادیه جوانان کمونیست ایالات متحده آمریکا و مخالف سرسخت فرانسیسکو فرانکو و تلاش او برای تسلط بر اسپانیا از طریق جنگ داخلی اسپانیا. این فعال آتشین‌مزاج در دانشگاه، گردهمایی‌ها و اعتصاب صلح برگزار می‌کرد و شور و حرارت او سال‌ها پس از قطع ارتباط‌شان در ذهن لورنتس باقی ماند.
لورنتس تصمیم گرفت داستانی با چنین شخصیتی در مرکز آن بنویسد، اما دربارهٔ سایر عناصر داستان مطمئن نبود. او به یاد آموزگاری در نویسندگی خلاق به‌نام رابرت ئی. شورت افتاد که گفته بود او گوش خوبی برای گفت‌وگو دارد و او را به نوشتن نمایشنامه تشویق کرده بود. در ابتدا می‌خواست بحرانی میان شخصیت زن اصلی و استاد دانشگاهش بسازد، اما به این نتیجه رسید که شور و علاقهٔ او باید متوجه سیاست باشد، نه نوشتن. آن‌چه شکل گرفت، شخصیتی مرد بود که در بیان واژه‌ها تبحر داشت، اما تمایل چندانی برای ساختن حرفه‌ای بر پایهٔ آن نداشت.
با توجه به پیشینهٔ شخصی خود، لورنتس احساس می‌کرد ضروری است که شخصیت زن داستان یهودی باشد و خشم او از بی‌عدالتی را به‌اشتراک بگذارد. همچنین فکر می‌کرد زمان آن رسیده که فیلمی از هالیوود جریان اصلی، یک قهرمان زن یهودی داشته باشد؛ و چون باربارا استرایسند برجسته‌ترین ستارهٔ یهودی صنعت سینما بود، نقش کیتی موروسکی را برای او نوشت. لورنتس از پیش با استرایسند آشنا بود و در سال ۱۹۶۲ در نمایش موزیکال برادوی I Can Get It for You Wholesale او را بازی داده بود. شخصیت هابل گاردینر که در ابتدا نقش فرعی داشت، از چندین فرد مختلف که لورنتس آن‌ها را می‌شناخت الهام گرفته شده بود. نام هابل از هابِل رابینسون، تهیه‌کنندهٔ تلویزیونی فرهیخته گرفته شد که لورنتس را برای نوشتن یکی از قسمت‌های برنامهٔ ABC Stage 67 استخدام کرده بود. ظاهر و شخصیت هابل از دو منبع اصلی الهام گرفته شده بود: نویسنده پیتر فیرتل و مردی که لورنتس فقط او را با نام «تونی چشمان آبی» معرفی می‌کند؛ آشنایی که الهام‌بخش صحنه‌ای شد که در آن استاد نویسندگی خلاق، داستان کوتاه هابل را برای کلاس می‌خواند.
لورنتس طرح مفصلی برای ری استارک نوشت؛ استارک آن را در طول یک پرواز عرضی مطالعه کرد و به‌محض رسیدن به لس‌آنجلس، با نویسنده تماس گرفت و پروژه را تأیید کرد. لورنتس که از فیلم آن‌ها اسب‌ها را می‌کشند، مگر نه؟ خوشش آمده بود، سیدنی پولاک را برای کارگردانی پیشنهاد داد. استرایسند نیز به‌دلیل تحصیل پولاک نزد سنفورد مایزنر در Neighborhood Playhouse در منهتن، این انتخاب را تأیید کرد. استارک تمایل کمتری داشت، اما پذیرفت چون پولاک قول داد که می‌تواند رابرت ردفورد را برای نقش هابل بیاورد، نقشی که لورنتس در اصل با ذهنیت رایان اونیل نوشته بود. رابطهٔ عاشقانهٔ اونیل با استرایسند به پایان رسیده بود و استارک نمی‌خواست درگیری میان بازیگران پیش بیاید.
لورنتس بعدها از پیشنهاد دادن پولاک پشیمان شد. کارگردان خواستار آن شد که نقش هابل با نقش کیتی هم‌وزن شود و در طول فیلم‌برداری، به دلایلی نامعلوم، مانع تعامل لورنتس با ردفورد شد. نسخهٔ نهایی فیلمنامه را لورنتس و پولاک در کاندومینیوم استارک در «سان‌ولی» آیداهو نوشتند. لورنتس وقتی فهمید در پایان کار، تقریباً چیزی از نوشته‌های خودش باقی نمانده، پروژه را ترک کرد. در طول زمان، یازده نویسنده از جمله دالتون ترامبو، الوین سارجنت، پدی چایفسکی و هرب گاردنر در بازنویسی فیلمنامه مشارکت داشتند. حاصل کار، داستانی گنگ و پر از حفره بود که نه استرایسند و نه ردفورد آن را دوست نداشتند. از لورنتس خواسته شد که بازگردد و او تنها پس از دریافت مبلغی گزاف، پذیرفت.
به‌دلیل تأخیر در آغاز فیلم‌برداری و بازنویسی‌های مکرر فیلمنامه، امکان فیلم‌برداری در دانشگاه کرنل از دست رفت و به‌جای آن در کالج یونیون در شنکتدی نیویورک فیلم‌برداری انجام شد. سایر لوکیشن‌ها شامل روستای بالستون اسپای در شمال ایالت نیویورک، سنترال پارک، ساحل مالیبو، کالیفرنیا و ایستگاه یونیون (لس‌آنجلس) بود؛ لوکیشنی که لورنتس آن را «مضحک» می‌دانست و تلاش کرد حذفش کند، اما موفق نشد.
لورنتس وقتی نسخهٔ اولیه و خام فیلم را دید، شوکه شد. او چند صحنهٔ خوب و چند لحظهٔ درخشان در میان صحنه‌های بد یافت، اما در کل آن را فیلمی بدتصویر‌برداری‌شده، آشفته و فاقد انسجام ارزیابی کرد. به‌نظر می‌رسید هر دو ستاره بیشتر خودشان را بازی می‌کنند تا شخصیت‌هایشان را. استرایسند اغلب از لحنی اغراق‌شده استفاده می‌کرد که به‌گفتهٔ لورنتس به بازی‌اش آسیب می‌زد. پولاک اذعان کرد که فیلم خوب نیست، مسئولیت کامل مشکلات آن را پذیرفت و بابت رفتارهایش عذر خواست. روز بعد، برای اصلاح تا حد ممکن، به اتاق تدوین برگشت. لورنتس تغییرات را بهبودی نسبی می‌دانست، اما معتقد بود فیلم هیچ‌گاه آن‌گونه که می‌توانست، خوب نشد.
یک دهه پس از اکران فیلم، ردفورد پس از آشتی با لورنتس، با او تماس گرفت تا دربارهٔ همکاری در پروژه‌ای جدید گفت‌وگو کند. آن دو در نهایت روی ساخت دنباله‌ای برای The Way We Were به توافق رسیدند؛ در این دنباله، هابل و دخترش، که مانند کیتی فردی رادیکال بود، همدیگر را ملاقات می‌کردند بی‌آن‌که از نسبت خویشاوندی خود آگاه باشند و ماجراهایی پیش می‌آمد. هر دو توافق کردند که پولاک در این پروژه دخالت نداشته باشد. لورنتس فیلمنامهٔ کامل را برای ردفورد فرستاد، اما به‌جز یادداشتی کوتاه که دریافت فیلمنامه را تأیید می‌کرد، دیگر هیچ پاسخی از او دریافت نکرد. در سال ۱۹۸۲، پولاک پیشنهادی را از سوی استارک دربارهٔ دنباله مطرح کرد، اما پس از گفت‌وگوی ابتدایی، هیچ پیشرفتی حاصل نشد. در سال ۱۹۹۶، استرایسند نسخه‌ای از دنبالهٔ نوشته‌شدهٔ لورنتس را یافت و تصمیم گرفت که خودش آن را تهیه و کارگردانی کند و همچنین در کنار ردفورد در آن بازی کند، اما نمی‌خواست با استارک همکاری کند. لورنتس که احساس می‌کرد متن به خوبی خاطره‌اش نیست، پذیرفت آن را بازنویسی کند، مشروط به این‌که استارک حقوق شخصیت‌ها و داستان را به استرایسند واگذار کند. این پروژه هم هرگز به جایی نرسید. سال بعد، استارک از لورنتس پرسید آیا علاقه‌مند است نسخه‌ای موزیکال از فیلم بسازد که در آن کتی لی گیفورد بازی کند. لورنتس نپذیرفت و از آن زمان به بعد، هیچ پروژهٔ جدیدی پیرامون این فیلم شکل نگرفت.